# Конрад фон Кастел
Конрад (II, III) фон Кастел (на немски: Konrad II (III) von Castell) от род Кастел е от 1546 г. до смъртта си владетел на графство Кастел. Той управлява заедно с братята си Хайнрих IV (1525 – 1595) и Георг II (1527 – 1597).

## Биография
Роден е на 10 юли 1519 година в Кастел. Той е най-възрастният син на граф Волфганг I фон Кастел (1482 – 1546) и съпругата му графиня Марта фон Вертхайм-Бройберг (1485 – 1541), дъщеря на граф Михаел II фон Вертхайм-Бройберг († 1531) и графиня Барбара фон Еберщайн († 1529).
Младият граф започва духовна кариера и е катедрален каноник във Вюрцбург, Бамберг и Шпайер. След смъртта на баща му през 1546 г. той се отказва и започва да управлява Графство Кастел.
Умира на 8 юли 1577 г. на 57 години в дворец Шмиделфелд, Щутгарт, на 57-годишна възраст. Погребан е в Гайлдорф.

## Фамилия
Конрад (II) се жени на 30 юли 1543 г. в Пфорцхайм за маркграфиня Елизабет фон Баден-Дурлах (* 26 май 1516; † 9 май 1568), вдовица на граф Габриел фон Саламанка-Ортенбург († 1539), дъщеря на маркграф Ернст фон Баден-Пфорцхайм-Дурлах († 1553) и Елизабет II фон Бранденбург († 1518). Те имат две дъщери:
- Марта (1544 – 1607), омъжена на 31 март 1563 г. за Хайнрих Шенк цу Лимпург в Шмидефелд (1534 – 1585)
- Ева (1546 – 1570), омъжена 1565 г. за граф Зигизмунд II фон Хардег († 1599)